# 분석사회학
분석사회학(Analytical sociology)은 사회세계를 이해하기 위한 전략이다. 다양한 사회적 관행의 확산, 분리 패턴, 네트워크 구조, 전형적인 신념, 일반적인 행동 방식 등 중요한 거시적 수준의 사실을 설명하는 데 관심이 있다. 이는 이러한 사실을 다른 거시적 수준의 사실과 연관시키는 것뿐만 아니라 이러한 사실이 발생하게 된 메커니즘을 명확하고 정확한 방식으로 자세히 설명함으로써 이러한 사실을 설명한다. 이는 개인의 행동과 상호 작용에 세부적으로 초점을 맞추고 최첨단 시뮬레이션 기술을 사용하여 그러한 행동과 상호 작용이 가져올 수 있는 거시적 수준의 결과를 도출함으로써 달성된다. 분석사회학은 로버트 K. 머턴의 잘 알려진 중거리 이론 개념을 현대적으로 구현한 것으로 볼 수 있다.
분석적 접근 방식은 적절한 설명이 사회적 결과를 가져오는 "톱니바퀴"를 자세히 설명한다는 전제에 기반을 두고 있으며 현실주의에 대한 헌신에 의해 추진된다. 인간의 동기, 인지 과정, 정보에 대한 접근 또는 사회적 관계에 대한 경험적으로 잘못된 가정은 설명할 결과를 아무리 잘 예측하더라도 기계론적 설명에서 설명 부담을 감당할 수 없다.
개인이 서로 상호 작용하여 가져오는 거시적 수준의 결과에 초점을 맞춘 분석 사회학은 사회학 내에서 "복잡성 전환"의 일부이다. 아주 최근까지 사회학자들은 복잡한 시스템의 역학을 분석하는 데 필요한 도구를 갖고 있지 않았지만 강력한 컴퓨터와 시뮬레이션 소프트웨어가 상황을 상당히 바꿔 놓았다. 소위 에이전트 기반 컴퓨터 시뮬레이션은 거대하고 복잡한 시스템에 대한 엄격한 이론적 분석을 가능하게 하기 때문에 사회학의 중요한 부분(뿐만 아니라 사회 및 자연 과학의 다른 많은 부분)을 변화시키고 있다. 이러한 분석의 기본 아이디어는 개인의 행동과 상호 작용에 영향을 미치는 사회적 메커니즘에 대한 분석가의 이론적 아이디어와 경험 기반 지식을 반영하는 가상 실험을 수행하는 것이다. 핵심은 직장의 핵심 메커니즘을 식별하고, 이를 시뮬레이션 모델로 조합하고, 개인이 이러한 메커니즘에 따라 행동하고 상호 작용할 때 가져오는 거시적 수준의 결과를 확립하는 것이다.